# Église de la Nativité-de-la-Sainte-Vierge de Bougligny
L'église de la Nativité-de-la-Sainte-Vierge est une église catholique située à Bougligny, en France. 

## Situation et accès
L'église est située dans le département français de Seine-et-Marne, sur la commune de Bougligny.

## Historique
La construction de cette église remonterait au XIIe siècle, bien que le chœur, singularisé par son arcature cintrée, date probablement du XIIIe siècle.
Le chœur et le clocher sont inscrits au titre des monuments historiques par arrêté en date du 18 mars 1926.